# 아베 가나토
아베 가나토(일본어: 阿部 要門, 2002년 4월 3일~)는 일본의 축구 선수이다.

## 구단 경력
그는 2021년 J2리그의 몬테디오 야마가타에 입단했다. 8월 J3리그의 가마타마레 사누키로 임대 이적했다. 2022년부터 2023년까지 일본 풋볼 리그의 라인미어 아오모리에서 뛰었다. 2024년 몬테디오 야마가타로 복귀했다. 7월 일본 풋볼 리그의 브리오베카 우라야스로 이적했다.